# 初田防災設備ホークアイ
初田防災設備ホークアイ（はつたぼうさいせつびホークアイ、英: HATSUTABOUSAISETSUBI HawkEye）は、かつて存在した、日本の大阪府箕面市に本拠地を置くアメリカンフットボールのクラブチーム。

## 概要
1989年に全日空の社員有志によって「全日空ホークアイ」として設立し、1991年に加盟した。チーム名はモヒカン族最後の戦士のニックネーム「ホークアイ」が由来となっている。
2006年6月に設立以来支援してきた全日空が撤退、「クラブホークアイ」にチーム名を変更し、自主運営として再スタートする。
2016年X2初優勝、入れ替え戦でサイドワインダーズを破って初のX1昇格を果たす。
X1初挑戦となった2017年は、X1初勝利を挙げるもののウェスト最下位に終わる。入れ替え戦では再びサイドワインダーズと対戦するも敗れ、1年でX2に降格となった。
2021年にGOKUMIN（運営：株式会社KURUKURU）とメインスポンサー契約を締結。スポンサー締結により、チーム名を「クラブホークアイ」から「ホークアイ」に改称。
2023年に大阪に本社を置く消火設備メーカーの初田防災設備株式会社とメインスポンサー契約を締結。チーム名を「初田防災設備ホークアイ」に改称。この年、X2 WESTにて地区1位となり、X1 Area昇格を果たした。
2024年6月24日、チームメンバーの確保が困難になり、今後の運営が続けられなくなったとして、NFAを退会し、解散することを発表した。

## 文化

### チームカラー
- ロイヤルブルー、オレンジ[1]

## 成績

### 秋季リーグ戦成績
|  |  |  | 優勝 |  | 準優勝 |  | 昇格 |  | 降格 |

| 年度 | 所属       | レギュラーシーズン | レギュラーシーズン | レギュラーシーズン | レギュラーシーズン | プレーオフ(入替戦)      |
| 年度 | 所属       | 勝                 | 負                 | 分                 | 順位               | プレーオフ(入替戦)      |
| ---- | ---------- | ------------------ | ------------------ | ------------------ | ------------------ | ----------------------- |
| 2013 | X2ウェスト | 2                  | 2                  | 1                  | 5位                |                         |
| 2014 | X2ウェスト | 3                  | 1                  | 1                  | 3位                |                         |
| 2015 | X2ウェスト | 3                  | 2                  | 0                  | 3位                |                         |
| 2016 | X2ウェスト | 5                  | 0                  | 0                  | 1位                | X1-X2入替戦勝利、X1昇格 |
| 2017 | X1ウェスト | 1                  | 5                  | 0                  | 6位                | X1-X2入替戦敗退、X2降格 |

#### 2019年-現在（Super・Area制）
| 年度 | 所属 | レギュラーシーズン | レギュラーシーズン | レギュラーシーズン | レギュラーシーズン | プレーオフ                                |
| 年度 | 所属 | 勝                 | 負                 | 分                 | 順位               | プレーオフ                                |
| ---- | ---- | ------------------ | ------------------ | ------------------ | ------------------ | ----------------------------------------- |
| 2021 | X2   | 4                  | 1                  | 0                  | 1位                | X1-X2入替戦敗退（対ブルザイズ東京）、残留 |
| 2022 | X2   | 4                  | 1                  | 0                  | 1位                | X1-X2入替戦敗退（対名古屋）、残留         |
| 2023 | X2   | 4                  | 0                  | 1                  | 1位                | X1 Areaに自動昇格                         |